# Yalong
Lo Yalong (in cinese: 雅砻江S, Yǎlóng jiāngP, tibetano: ཉག་ཆུ་, Nyag chuW) è un fiume lungo 1.323 km, che scorre nella provincia di Sichuan, Cina sud-occidentale. È un affluente del fiume Yangtze. La sua sorgente è sui monti Bayan Har, nell'altopiano del Tibet, nel sud-est del Qinghai, e la sua confluenza con lo Yangzte è nel centro-nord della regione dello Yunnan (26°36′20.3″N 101°48′04.7″E).